# Simone Cresseri
Simone Cresseri (3. září 1800 Trento – 29. srpna 1880 Castel Pietra) byl rakouský politik italské národnosti z Tyrolska (respektive z Jižního Tyrolska), v 2. polovině 19. století poslanec Říšské rady.

## Biografie
Působil jako rada krajského soudu v Trentu. Politicky byl liberálně orientován. Zasedal jako poslanec Tyrolského zemského sněmu, kde zastupoval údolí Valsugana. Zemským poslancem byl v letech 1874–1880 za kurii měst, obvod Riva. V závěru života již se ovšem aktivně schůzí sněmu kvůli nemoci neúčastnil.
Byl i poslancem Říšské rady (celostátního parlamentu Předlitavska), kam nastoupil v prvních přímých volbách roku 1873 za kurii velkostatkářskou v Tyrolsku, 2. voličský sbor. Rezignaci oznámil dopisem 23. června 1877 z politických důvodů. 27. listopadu 1877 ovšem opětovně složil slib. V roce 1873 se uvádí jako baron Simon von Cresseri, statkář, bytem Trento. V roce 1873 zastupoval v parlamentu ústavověrný blok. Patřil do staroliberálního Klubu levice, vedeného Eduardem Herbstem.
Zemřel v srpnu 1880 v Castel Pietra u Trenta.